# Nash Rambler
La Rambler è un'autovettura compact prodotta dalla Nash Motors dal 1950 al 1957.

## Il contesto
George Walter Mason, amministratore delegato della Nash-Kelvinator Corporation, a un certo punto si rese conto che la società aveva la necessità di possedere in listino modelli più competitivi. Per tale motivo, ordinò di sviluppare una vettura che sarebbe dovuta essere diversa dai modelli esistenti sul mercato. Questa vettura, a cui fu dato il nome di Rambler, venne dotata di dimensioni più contenute rispetto a quelle degli altri modelli in commercio all'epoca. Nonostante le dimensioni limitate, la Rambler poteva comunque ospitare cinque persone in un abitacolo relativamente spazioso. In questo modo, la vettura creò un nuovo segmento nel mercato automobilistico. La Rambler, infatti, è generalmente considerata la prima vettura compact statunitense.
Inizialmente la Rambler si doveva chiamare Diplomat, ma questo nome era già stato registrato dalla Dodge per un modello (la Dodge Diplomat uscì poi negli anni settanta). Per tale motivo la Nash resuscitò un nome storico del marchio ("Rambler") che era già stato utilizzato nel 1897 per un prototipo e nel 1902 per una vettura prodotta in serie.

## Storia

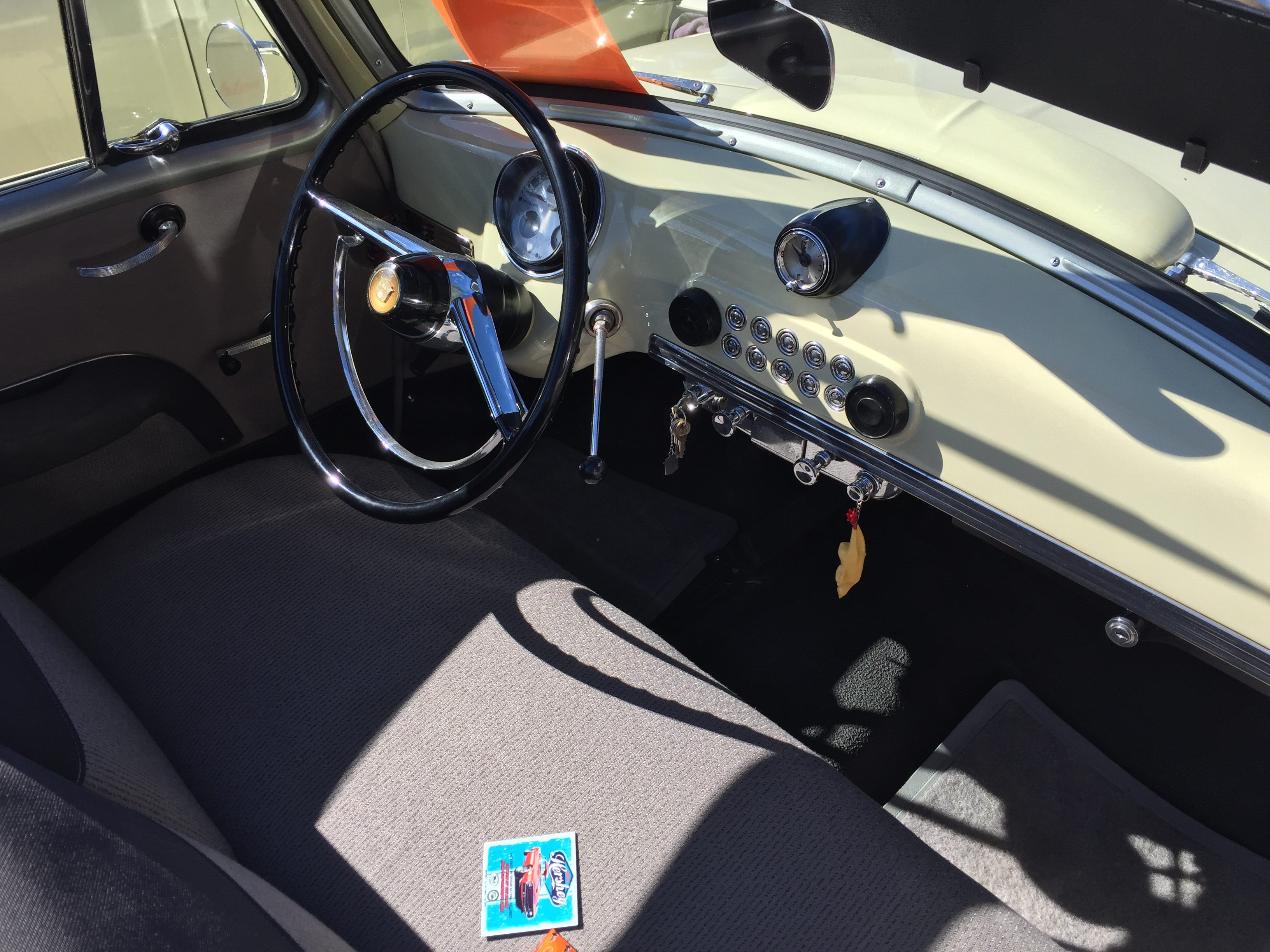
Gli interni

La Rambler è stata introdotta nel 1950. Essa si collocò in una fascia di mercato che era dominato dai modelli Chevrolet, Ford e Plymouth. Rispetto a questi ultimi, la Rambler era però più piccola e leggera. Per tale motivo, il cliente aveva il vantaggio di avere un minor consumo di carburante. Nello specifico, la Rambler era dotata di un motore a sei cilindri in linea da 2,8 L di cilindrata che erogava 82 CV di potenza. Questo propulsore restò poi disponibile fino al 1952.
La Rambler fu distribuita in diverse versioni, ma al debutto venne introdotta solamente in versione cabriolet due porte, che era chiamata "Landau". Quest'ultima aveva un equipaggiamento completo e la decisione di collocare il nuovo modello in una fascia di mercato leggermente superiore a quella delle concorrenti fu un rischio calcolato da parte di Mason. Il motivo di tale scelta risiedeva nel bisogno di fornire alla Rambler un'immagine "positiva". Mason, infatti, sapeva che l'associazione al modello di una fama da auto piccola ed economica avrebbe potuto limitare le vendite. Un altro motivo che fu all'origine di questa scelta fu la ridotta offerta di acciaio dovuta alla guerra di Corea. Confidando su dei buoni volumi vendita, Mason decise di dotare la Rambler di un equipaggiamento di alto livello che permettesse comunque, alla casa automobilistica statunitense, un certo margine di profitto. La Rambler, comunque, aveva una linea piuttosto arrotondata che ricordava quella delle Nash più grandi. In particolare, questa versione cabriolet era caratterizzata da soluzioni innovative che la differenziavano dalle concorrenti.
Nel 1951 vennero introdotte le versioni familiare due porte e coupé due porte. Quest'ultima era chiamata "Country Club". Nel 1952 i cambiamenti furono invece minimi.

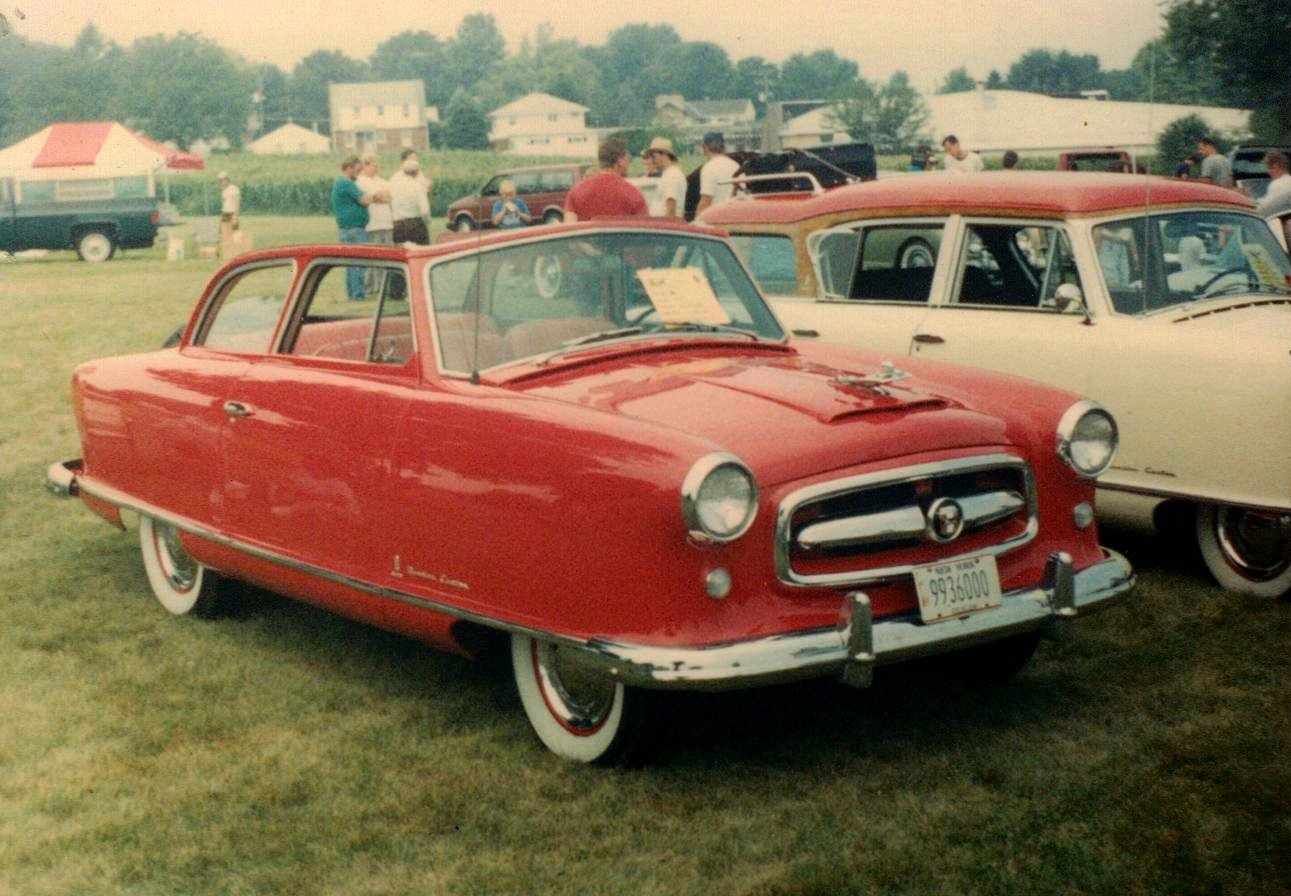
Nash Rambler restyling 1953

La Rambler fu oggetto del primo restyling nel 1953, nell'occasione del quale il precedente motore da 2,8 L venne sostituito da due nuovi propulsori. La scelta infatti ora era tra due sei cilindri in linea che avevano una cilindrata, rispettivamente, di 3 e 3,2 L. Il primo era associato a un cambio manuale, mentre il secondo a una trasmissione automatica. Per quanto riguarda invece la linea, dopo il restyling la Rambler assomigliava a quella delle Nash più grandi, che furono modificate l'anno precedente grazie a una revisione stilistica conosciuta come "Airflyte". Sempre nel 1953 fu introdotta la versione berlina due porte. L'anno successivo fu invece la volta della berlina quattro porte e della familiare quattro porte. Quest'ultima venne denominata "Cross Country".

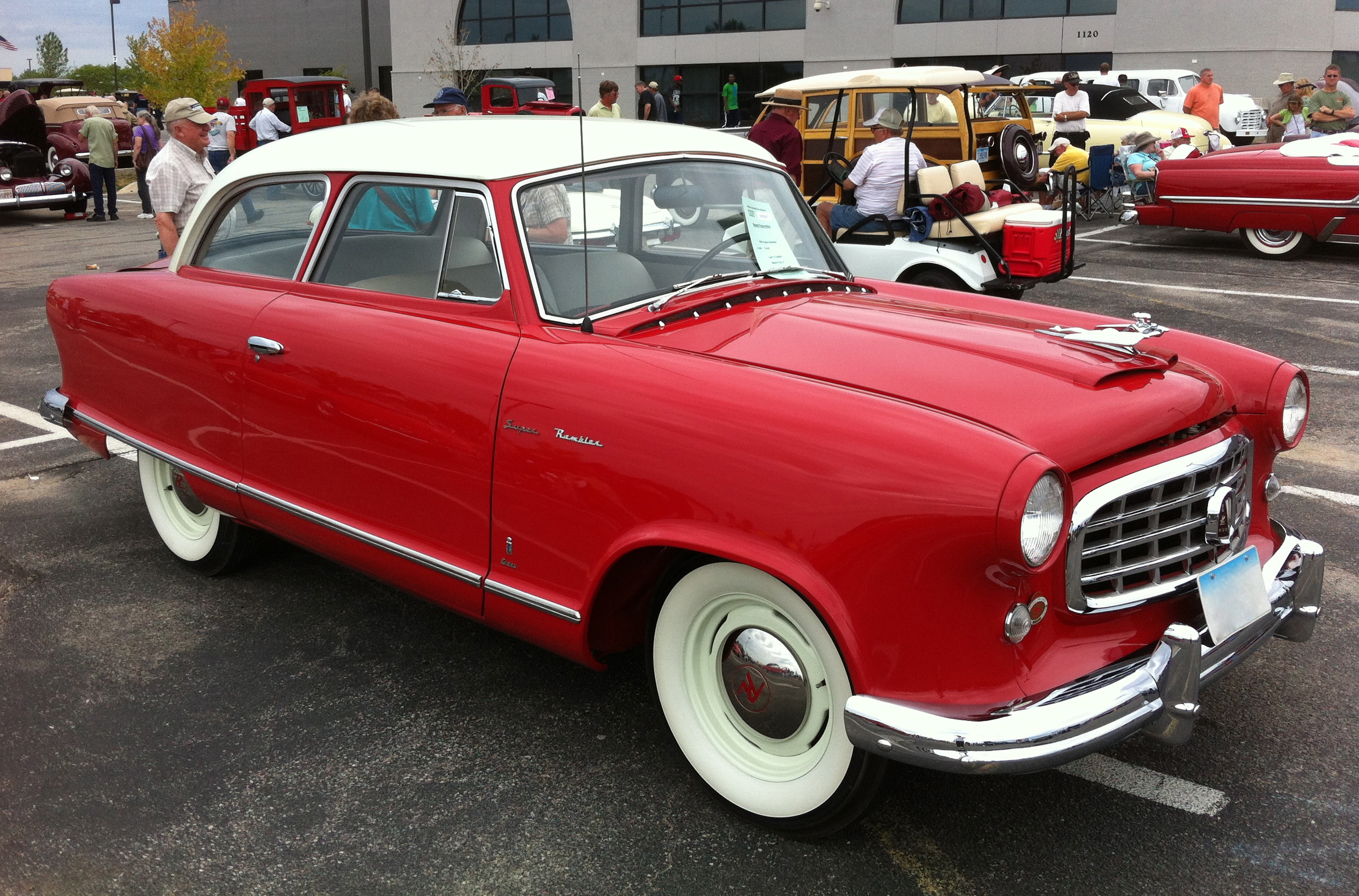
Hudson Rambler

Il 1º maggio 1954 la Nash e la Hudson si fusero nell'American Motors. Dopo l'accorpamento, i concessionari Hudson iniziarono a vendere il modello con il proprio marchio. La Nash Rambler e la Hudson Rambler erano però praticamente identiche, e solo particolari di poco conto le differenziavano.
Nel 1956 la vettura fu completamente rivista. Nell'occasione la lunghezza del veicolo fu aumentata. Nuovamente la Rambler fu disponibile sia nei concessionari Nash che Hudson. L'anno successivo il modello venne denominato semplicemente "Rambler" senza nessuna specificazione del marchio. Nell'anno citato venne introdotta la Rambler Rebel, ovvero la sua versione ad alte prestazioni. La Rebel fu un precursore delle muscle car, che diverranno poi popolari negli anni sessanta, e venne prodotta in soli 1.500 esemplari.